# Ribeira Nova (Terra do Pão)
A Ribeira Nova é um curso de água português, localizado na freguesia açoriana do São Mateus, concelho da Madalena, ilha do Pico, arquipélago dos Açores.
Tem a sua origem a cerca de 500 metros de altitude, no interior de uma zona forte declive. O seu percurso atravessa zonas de forte povoamento florestal onde existe uma abundante floresta endémica típica da Laurissilva característica da Macaronésia. Desagua no Oceano Atlântico próxima ao Porto da Baixa, entre as localidade da Terra do Pão e do Mistério de São João.